# Leo V (påve)
Leo V, född i Priapi, Ardea, död 6 december 903 i Rom, var påve i 30 dagar i augusti 903, tills han störtades.

## Biografi
Ytterst litet är känt om Leo. Han var född i den lilla staden Priapi i Ardea. När han valdes till påve tillhörde han inte kardinalkollegiet, utan var präst i någon församling utanför staden Rom. Av den anledningen kallas han i samtida källor presbiter forensis.
Auxilius, en författare under Leos samtid, skriver att han "styrde Heliga romerska kyrkans roder" i 30 dagar, och att han "var en Guds man och med ett vördnadsvärt liv och helighet". Bortsett från att han utfärdade en bulla som fritog Bologna från skatteplikt till Heliga stolen, finns inget bevarat om vad denne påve utförde. 
Omständigheterna kring hans död är lika fördolda som de om hans pontifikat. Efter omkring 30 dagar på tronen störtades han av Christoforus, kardinalpräst av San Lorenzo in Damaso, och kastades i fängelse. Inkräktaren steg själv upp på tronen, men Sergius III satte snart stopp för hans anspråk. Enligt en trovärdig källa tog sig Sergius an de båda fängslade påvarna och lät avrätta dem. Å andra sidan finns mycket som talar för att Leo avled antingen i fängelset eller i ett kloster.